# Manolo García (Maskenbildner)
Manolo García (* in Xàtiva, Provinz Valencia) ist ein spanischer Maskenbildner.

## Leben
García begann seine Karriere im Filmstab 1995 mit der spanischen Thrillerproduktion Gimlet von Regisseur José Luis Acosta. Es folgte Vicente Arandas Historiendrama Libertarias, für das García 1997 das erste Mal für den Goya in der Kategorie Beste Maske nominiert war. Eine zweite Goya-Nominierung erfolgte 2002 für Agustín Díaz Yanes’ Sin noticias de Dios. 2005 war er für Alejandro Amenábars Drama Das Meer in mir zusammen mit Jo Allen für den Oscar in der Kategorie Bestes Make-up und beste Frisuren nominiert; es gewann in diesem Jahr jedoch der Abenteuerfilm Lemony Snicket – Rätselhafte Ereignisse. Bei seiner dritten Goya-Nominierung konnte er für Das Meer in mir die Auszeichnung hingegen erstmals gewinnen.
Bis 2016 folgten zwei weitere Goya-Nominierungen, für Princesas und Palmen im Schnee – Eine grenzenlose Liebe. Neben spanischen Filmproduktionen war García auch international tätig; er arbeitete unter Regisseuren wie Woody Allen, John Malkovich, Jim Jarmusch und Miloš Forman, und an großen Hollywoodproduktionen wie Pirates of the Caribbean – Fremde Gezeiten.

## Filmografie (Auswahl)
- 1996: Libertarias
- 2000: 101 Reykjavík
- 2001: Sin noticias de Dios
- 2002: Der Obrist und die Tänzerin (The Dancer Upstairs)
- 2004: Das Meer in mir (Mar Adentro)
- 2005: Princesas
- 2006: Goyas Geister (Los fantasmas de Goya)
- 2008: Vicky Cristina Barcelona
- 2009: The Limits of Control
- 2010: Eat Pray Love
- 2011: Pirates of the Caribbean – Fremde Gezeiten (Pirates of the Caribbean: On Stranger Tides)
- 2015: A Bigger Splash
- 2015: The Gunman
- 2018: Suspiria
- 2021: Beckett
- 2021: Der perfekte Chef (El buen patrón)
- 2023: Asteroid City

## Auszeichnungen (Auswahl)
- 2005: Oscar-Nominierung in der Kategorie Bestes Make-up und beste Frisuren für Das Meer in mir
- 2005: Goya in der Kategorie Beste Maske für Das Meer in mir